# Jordaanoproer

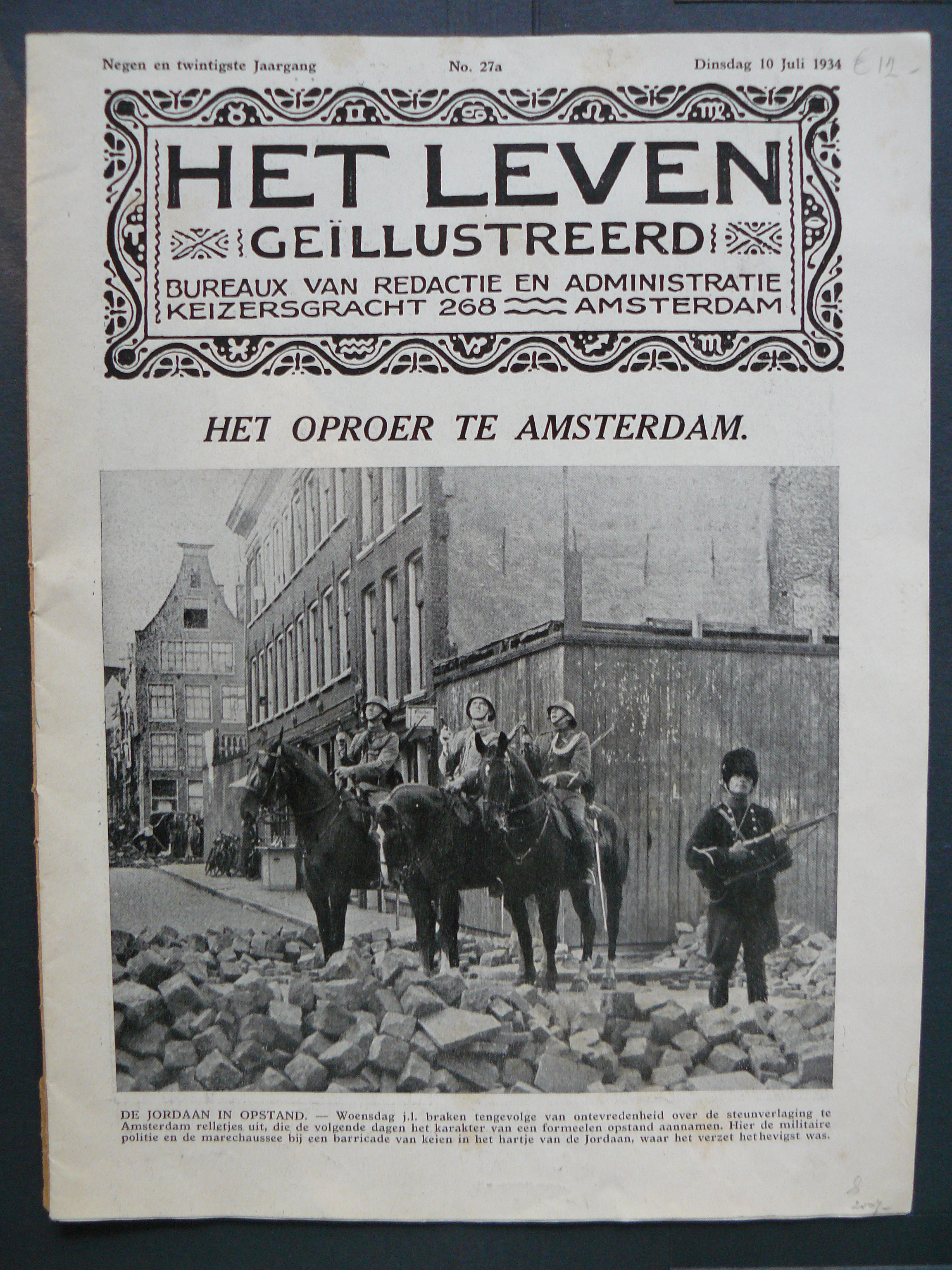
Extra editie van Het Leven op 10 juli 1934

Het Jordaanoproer was een oproer van (vooral) werklozen in Amsterdam in juli 1934. Volgens het verslag van hoofdcommissaris Versteeg uit november 1934 vielen er 5 doden en 56 zwaargewonden, onder wie acht politieagenten en één marechaussee. Bij ongeregeldheden in dezelfde periode in Rotterdam viel er op 10 juli 1 dode.

## Achtergrond
De grote economische crisis die op 24 oktober 1929 begon met de beurskrach in de Verenigde Staten leidde in de jaren dertig in Nederland tot steeds ernstiger economische problemen en een sterk groeiende werkloosheid. Deze steeg van 105.000 personen in 1929 via 502.000 in 1934 tot het hoogtepunt van 584.000 in 1936; in procenten: van 1,7 via 9,8 tot 11,9 procent van de beroepsbevolking. Degenen die zonder werk kwamen te zitten, hadden gezien de alsmaar groeiende werkloosheid, nauwelijks of geen kans om weer aan het werk te komen en waren afhankelijk van steunuitkeringen en het charitatieve werk van kerken en andere levensbeschouwelijke organisaties. In Amsterdam was de armoede vooral in de oudere arbeidersbuurten (Jordaan, Indische Buurt, Oostelijke Eilanden, bepaalde buurten in Amsterdam-Noord) groot. In de Jordaan was de situatie extra schrijnend door de slechte woonomstandigheden. In andere wijken had de gemeente al maatregelen genomen tegen de verkrotting, maar in de Jordaan was dat nog nauwelijks gebeurd. Daardoor woonden vaak complete gezinnen in vochtige kelderwoninkjes van een of twee kamers.
In landen als Denemarken, Noorwegen en het Verenigd Koninkrijk die begin jaren dertig de gouden standaard hadden losgelaten, kwam de productie in de bedrijven weer op gang en verbeterde de economische situatie langzaam. De Nederlandse overheid echter wilde aan de gouden standaard vasthouden en mede daardoor was ze gedwongen de ene bezuinigingsmaatregel na de andere te nemen. Dat gebeurde ook met de steunuitkeringen voor werklozen die per 1 juli 1934 met ongeveer 10 procent gekort werden.

## Aanleiding
Op woensdagavond 4 juli 1934 vond er in het gebouw De Harmonie aan de Rozengracht (nr. 207-213) in de Jordaan een bijeenkomst plaats tegen de steunverlaging. De protestvergadering was georganiseerd door het Werklozen Strijd Comité, een (mantel)organisatie van de Communistische Partij Holland (CPH). Op dezelfde avond zou de Nationaal-Socialistische Beweging (NSB) een bijeenkomst houden in de Indische Buurt, maar die werd afgelast vanwege het overlijden van prins Hendrik. Tegenstanders van de NSB die opgeroepen waren om tegen de NSB-bijeenkomst te protesteren, begonnen vervolgens een demonstratie tegen de steunverlaging. In de Jordaan gingen bezoekers van de protestvergadering in De Harmonie na afloop de straat op en ook dit mondde uit in een demonstratie. Zowel in de Indische Buurt als in de Jordaan werden de betogers daarbij tegengehouden door de politie. Dit leidde tot felle gevechten waarbij de politie met stenen en dakpannen werd bekogeld. De straatverlichting werd vernield; van de kant van de politie werd met scherp geschoten.

## Loop van de gebeurtenissen
De volgende dag, donderdag 5 juli, heerste er een oorlogstoestand in de Jordaan. Bewoners braken straten open, wierpen primitieve barricades op en trachtten bruggen in brand te steken. Als een lopend vuurtje sloeg het oproer over naar andere arbeidersbuurten in de stad. Omdat de Amsterdamse politie er niet in slaagde het oproer te beteugelen, riep het stadsbestuur onder leiding van burgemeester Willem de Vlugt de hulp in van het leger. Korps Politietroepen en Marechaussee werden ingezet om de politie bij te staan. Die donderdagmiddag viel de eerste dode, op vrijdag en zaterdag zouden er nog vier volgen.
Het optreden van politie en leger was keihard. Er werden gepantserde voertuigen ingezet en wanneer open ramen van waaruit voorwerpen gegooid konden worden, na een waarschuwing niet snel werden gesloten, werd er gericht gevuurd. Enkele dagen lang voerde generaal Godfried van Voorst tot Voorst het bevel over de militaire troepen. Op zaterdag 7 juli bracht minister-president Hendrik Colijn een bezoek aan het Amsterdamse stadhuis; hij gelastte een (nog) harder optreden van de politie en het leger. Zaterdagmiddag werden de persen van de communistische krant De Tribune onklaar gemaakt en werd de oplage van de krant in beslag genomen. Toen was al duidelijk dat het oproer niet lang meer zou duren, de tol die betaald moest worden in de vorm van doden, zwaargewonden en talloze arrestaties was te hoog. Op maandag 9 juli was het oproer zo goed als voorbij. Volgens het verslag van hoofdcommissaris Versteeg uit november 1934 vielen er vijf doden en 56 zwaargewonden, onder wie acht politieagenten en één marechaussee. Bij ongeregeldheden in dezelfde periode in Rotterdam viel er op 10 juli één dode.
Aan de opstand is al te nadrukkelijk de naam van de Jordaan verbonden. Er braken ook gevechten uit in de Staatsliedenbuurt, Spaarndammerbuurt, Oostelijke Eilanden, Indische Buurt en Amsterdam-Noord en ook elders in het land, hoewel ze nergens die omvang kregen als in de Jordaan.
Na het oproer werden de opgebroken straten hersteld. De straten in de Jordaan werden geasfalteerd, opdat het opbreken ervan niet meer zo eenvoudig zou zijn. De Amsterdamse politie, die had ervaren niet opgewassen te zijn tegen grootschalige rellen, richtte de Karabijnbrigade op, de voorloper van de Mobiele Eenheid.

## Arrestaties en rechtszaken
Volgens het verslag van de Amsterdamse hoofdcommissaris werden er in Amsterdam 107 deelnemers aan het oproer gearresteerd. Bovendien werden arrestaties en huiszoekingen verricht bij het communistische dagblad De Tribune en bij leiders van de Onafhankelijke Socialistische Partij (OSP). Zij werden verdacht van opruiing. De voorzitter van de OSP, Piet J. Schmidt, werd daarvoor berecht en veroordeeld tot negen maanden gevangenisstraf; in hoger beroep werd dat teruggebracht tot vijf maanden. Op de deelnemers aan het oproer die als eersten gearresteerd waren, werd snelrecht toegepast; zes van hen kregen op 11 juli als standaardstraf zes maanden, ongeacht het vergrijp en de verdediging. In de loop van de maanden daarna kwamen er nog tientallen rechtszaken bij.

## Monument

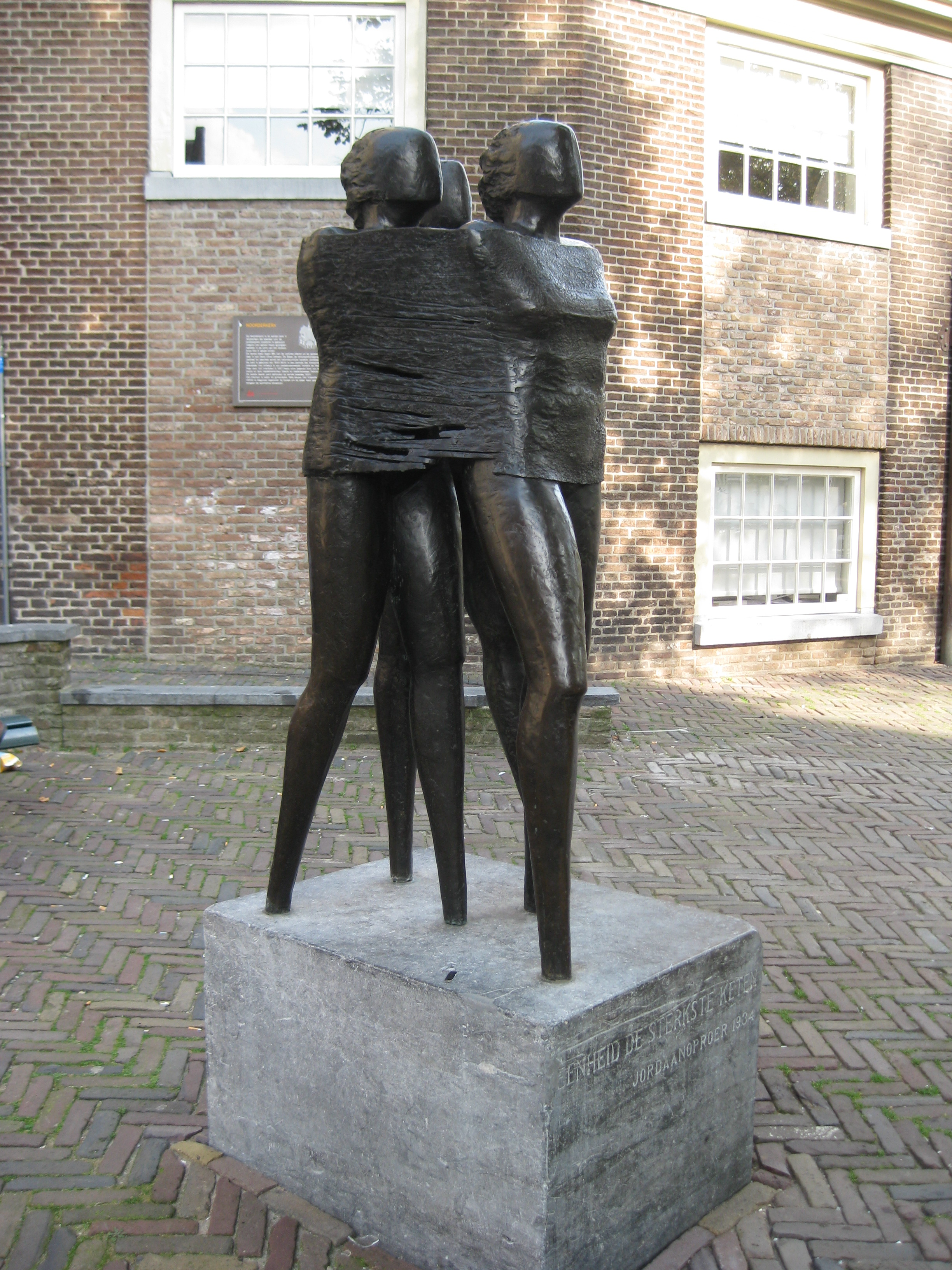
Eenheid de sterkste keten

Op 3 juni 1987 werd bij de ingang van de Noorderkerk het beeld Monument Jordaanoproer onthuld ter herinnering aan het Jordaanoproer. Het is gemaakt door Sofie Hupkens en stelt drie vrouwen voor, verbonden door een brede band. Symbool voor het feit dat de vrouwen uit de Jordaan zich verenigden en in opstand kwamen tegen de kortingsmaatregelen van Colijn, waardoor de gezinnen in de Jordaan honger leden. Het heeft als bij titel: "Eenheid de sterkste keten".

## Canon van Amsterdam
- Het Jordaanoproer is venster nummer 39 van de Canon van Amsterdam.

## Andere opstanden in de Jordaan
Voor het Jordaanoproer van 1934 hadden al drie grote opstanden in de Jordaan plaatsgevonden: 
- Het Soeploodsoproer in 1835 (uiteindelijk kreeg burgemeester Frederik van de Poll "eervol ontslag") op basis van de 'Wet op personele belasting' in 1833.
- Het Palingoproer begon op 25 juli 1886 bij een (verboden) volksvermaak, het trekken aan een levende paling, en eindigde in een verschrikkelijk drama. 25 doden, veertig zwaar- en honderd lichtgewonden. Op 30 juli werden de slachtoffers begraven.
- Op 28 juni 1917 begon het voorlaatste oproer in de Jordaan, het Aardappeloproer, dat een week duurde en waarbij 9 doden en 114 gewonden vielen.